# Depresiunea Centrală Iacută
Depresiunea Centrală Iacută este una dintre regiunile mari geografice din Siberia. Ea face legătura dintre Munții Siberiei de Est și Siberia Centrală cuprinzâd o mare parte din regiunea fluviului Lena și Iacuția.

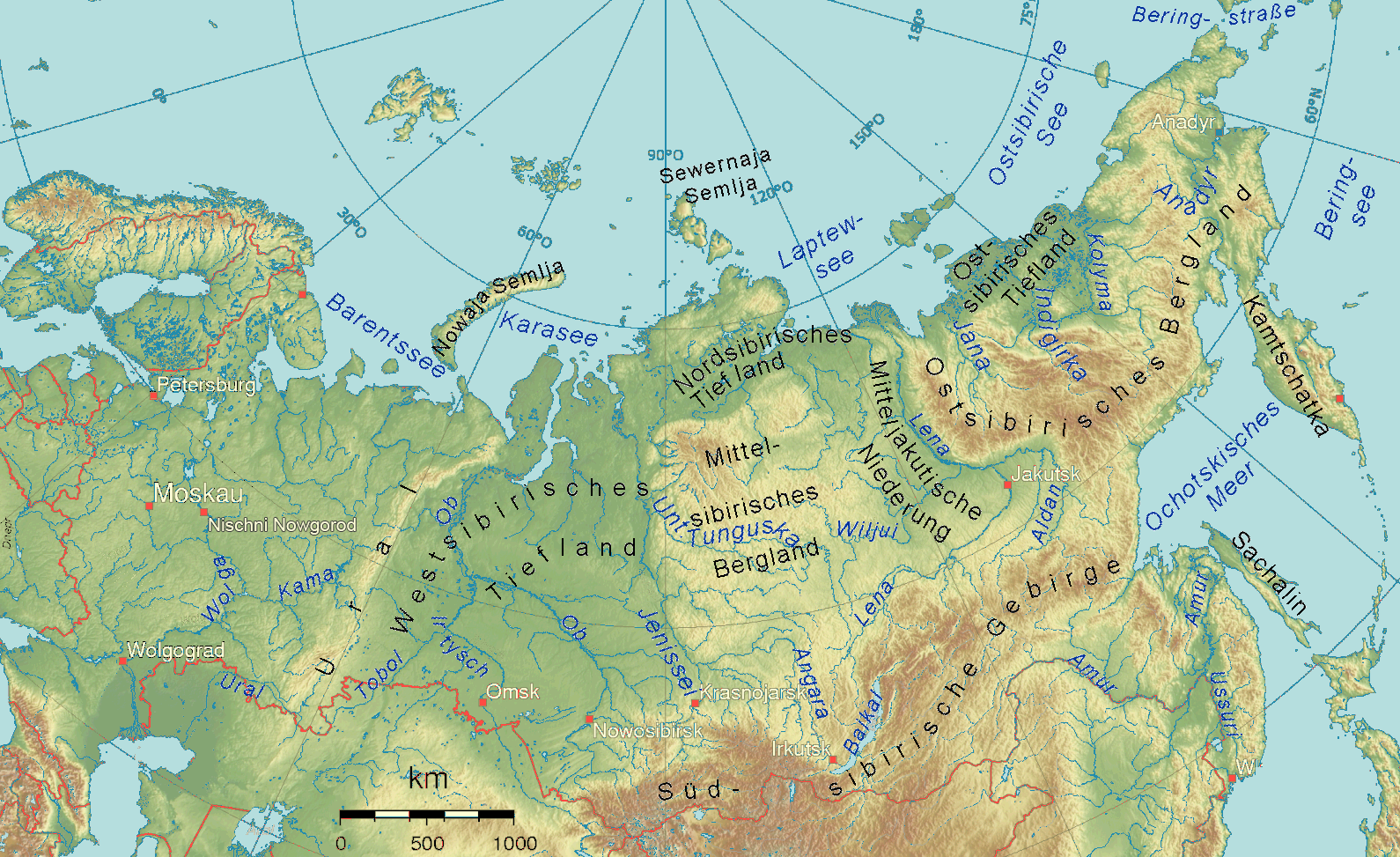
1-Câmpia Siberiei de Est, 2-Munții Siberiei de Est, 3-Depresiunea Centrală Iacută, 4-Platoul Siberian Central, 5-Câmpia Siberiei de Nord, 6-Câmpia Siberiei de Vest, 7-Munții Siberiei de Sud

Depresiunea Centrală Iacută cuprinde în special regiunea de pe cursul inferior al lui Lena cu afluenții săi principali Viliui și Aldantal, precum și delta de vărsare a lui Lena în Marea Laptev. Regiunea este o regiune de șes care se întinde pe o suprafață de 1 milion de km², ea se mărginește la vest cu Platoul Siberian Central și la est cu Munții Siberiei de Est. Ca și în general, în celalate regiuni nordice ale Siberiei și aici se întâlnește un ținut cu permafrost, presărat cu smârcuri cu o regiune de tundră și păduri de conifere pitice, specifice vegetației de taiga. Depresiunea Centrală Iacută are o populație rară, cu excepția regiunii de sud unde se află așezări mai multe pe cursul lui Lena ca și orașul Iakutsk.